# Ponte dos Carvalhos
Ponte dos Carvalhos é um distrito do município brasileiro de Cabo de Santo Agostinho, litoral sul do estado de Pernambuco, Grande Recife. De acordo com o Instituto Brasileiro de Geografia e Estatística (IBGE), sua população no ano de 2010 era de 54.061 habitantes, sendo 25.947 homens e 28.114 mulheres. Foi criado pela Lei nº 3, em 07 de dezembro de 1892.

## Clima
O clima do distrito é classificado como tropical, com temperatura média anual é de 25 °C e chuvas concentradas nos meses de outono e inverno, principalmente entre abril e julho.
| Dados climatológicos para Ponte dos Carvalhos | Dados climatológicos para Ponte dos Carvalhos | Dados climatológicos para Ponte dos Carvalhos | Dados climatológicos para Ponte dos Carvalhos | Dados climatológicos para Ponte dos Carvalhos | Dados climatológicos para Ponte dos Carvalhos | Dados climatológicos para Ponte dos Carvalhos | Dados climatológicos para Ponte dos Carvalhos | Dados climatológicos para Ponte dos Carvalhos | Dados climatológicos para Ponte dos Carvalhos | Dados climatológicos para Ponte dos Carvalhos | Dados climatológicos para Ponte dos Carvalhos | Dados climatológicos para Ponte dos Carvalhos | Dados climatológicos para Ponte dos Carvalhos |
| Mês                                           | Jan                                           | Fev                                           | Mar                                           | Abr                                           | Mai                                           | Jun                                           | Jul                                           | Ago                                           | Set                                           | Out                                           | Nov                                           | Dez                                           | Ano                                           |
| --------------------------------------------- | --------------------------------------------- | --------------------------------------------- | --------------------------------------------- | --------------------------------------------- | --------------------------------------------- | --------------------------------------------- | --------------------------------------------- | --------------------------------------------- | --------------------------------------------- | --------------------------------------------- | --------------------------------------------- | --------------------------------------------- | --------------------------------------------- |
| Temperatura máxima média (°C)                 | 29,5                                          | 29,5                                          | 29,4                                          | 28,9                                          | 28,1                                          | 27,1                                          | 26,6                                          | 26,9                                          | 27,5                                          | 28,5                                          | 29                                            | 29                                            | 28,3                                          |
| Temperatura média (°C)                        | 26,4                                          | 26,5                                          | 26,2                                          | 25,7                                          | 25,1                                          | 24,3                                          | 23,7                                          | 23,8                                          | 24,4                                          | 25,4                                          | 25,9                                          | 26                                            | 25,3                                          |
| Temperatura mínima média (°C)                 | 23,4                                          | 23,5                                          | 23,1                                          | 22,6                                          | 22,2                                          | 21,5                                          | 20,8                                          | 20,7                                          | 21,4                                          | 22,3                                          | 22,8                                          | 23,1                                          | 22,3                                          |
| Precipitação (mm)                             | 88                                            | 110                                           | 193                                           | 237                                           | 258                                           | 281                                           | 289                                           | 166                                           | 93                                            | 50                                            | 42                                            | 56                                            | 1 863                                         |
| Fonte: Climate-Data.org                       |                                               |                                               |                                               |                                               |                                               |                                               |                                               |                                               |                                               |                                               |                                               |                                               |                                               |